# Карабаське беклярбекство
Карабаське беклярбекство (перс. ولایت قره باغ) — адміністративно-територіально одиниця Сефевидської імперії в 1501—1747 роках на Кавказі. Відоме також як Гянджиське беклярбекство.

## Історія
Було створено у 1501 році після захоплення більшості Держави Ширваншахів Ісмаїлом I. Центром стало місто Гянджа. З 1551 року управлялося родом Зіядогли з племені туркоманів-кизилдашів каджарів. Правління над Нагірним Карабахом залишалося до рук його князів з Хамсей-і Карабаг. 1577 року владу отримали представники іншого роду каджарів — Їва.
У 1588 році під час сефевідо-османської війни захоплено військами Османської імперії. Тут було утворено еялет Гянджа. У 1606 році шах Аббас I захопив Гянджу, відновивши беклярбекство. 1627 року рід Зіядогли було відсторонено від управління беклярбекством. Лише після смерті шаха управління знову перейшло до представників Зіядогли цього роду. Вони панували до 1722 року, коли Персія поринула у кризу, а династію Сефевідів було повалено.
У 1736 році Надир Шах з метою послабити правителів беклярбекства відокремлює від її володінь землі Хамсей-і Карабаг, кочових племен Мільсько-Карабахського степу, а також Зангезур. які підпорядковує своєму братові — сипахсалару Ібрагім-хану. Населення Казаха і Борчали (володіння кочових племен казахлар і шамсаддинлу) було передано в підпорядкування Теймуразу, царю Картлі. Крім цього з карабаського бейлярбейства були виселені частини племен джеваншир, отузіки і кебірлі, які були переселені до Хорасану.
1747 року після смерті Надир Шаха почалася криза в Персії. Рід Зіядогли вже не мав колишньої потуги. Панах Алі-хан, правитель племені джеваншир, захопив значну частину Карабаського беклярбекства, оголосивши себе Карабаським ханом.

## Територія

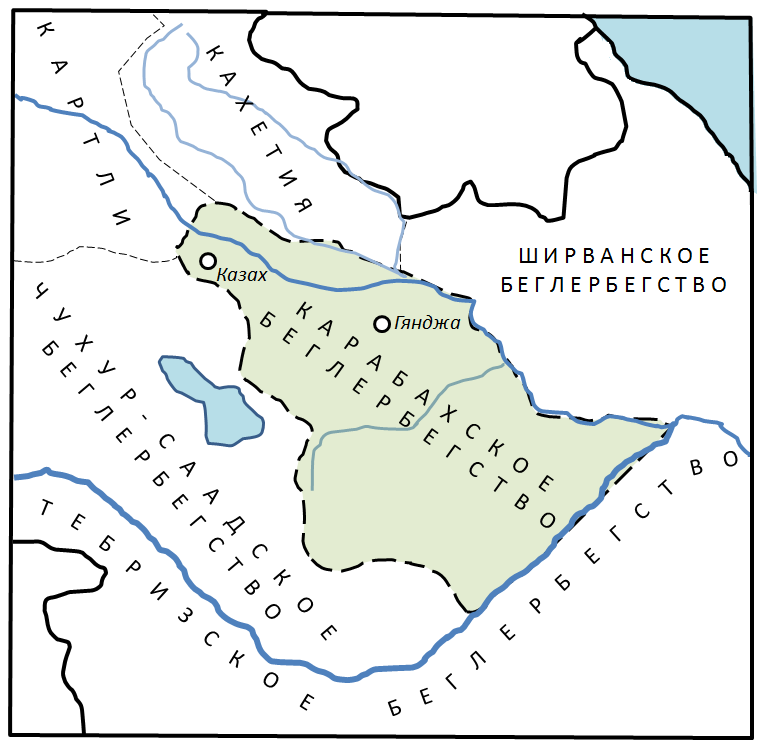

Межувало на північному сході з Ширванським, на півдні — Тебрізським, на заході — Чухур-Саадським беклярбекством, на північному заході — царствами Картлі і Кахетія.
Поділалася на махаллі (округи) Заям, Баргушад, Карагач, Лору, Ахістабад.

## Беклярбеї
- Гара Пірі-бек Каджар (1501—1512)
- Хусейн-бек Устаджли (1512—?)
- Рустем-бек Каджар (?)
- Сардар-бек Байділі-Шамлі (?—1551)
- Шахверди-султан (1551—1568)
- Ібрагім-хан (1568—1570)
- Юсуф-халіфе (1570)
- Пайкар-султан (1570—1577)
- Імамкулі-хан (1577—1587)
- Гусейн-хан (1587—1588)
- османська окупація
- Мухаммед-хан (1606—1616)
- Мюршудкулі-хан (1616)
- Мухаммедкулі-хан (1616—1627), вперше
- Дауд-хан (1627—1633)
- Мухаммедкулі-хан (1633—1642), вперше
- Муртазакулі-хан (1642—1664)
- Угурлу-хан I (1664—1666)
- Аббаскулі-хан (1666—1694)
- Калбалі-хан Мусагіб-Гянджеві (1694—1702)
- Угурлу-хан II (1702—1722)
- Махмудкулі-хан (1722—1738)
- Хаджі-хан (1738—1747)

## Господарство
Було розвинене землеробство, скотарство, ремесло. Гянджа та інші міста були великими центрами торгівлі та ремесла. Також карбувалися монети.